# Hijuli
Hijuli là một thị trấn thống kê (census town) của quận Puruliya thuộc bang Tây Bengal, Ấn Độ.

## Nhân khẩu
Theo điều tra dân số năm 2001 của Ấn Độ, Hijuli có dân số 6856 người. Phái nam chiếm 53% tổng số dân và phái nữ chiếm 47%. Hijuli có tỷ lệ 61% biết đọc biết viết, cao hơn tỷ lệ trung bình toàn quốc là 59,5%: tỷ lệ cho phái nam là 71%, và tỷ lệ cho phái nữ là 50%. Tại Hijuli, 15% dân số nhỏ hơn 6 tuổi.